# Muna Zul
Muna Zul es un trío a capella, procedentes de México. Interpretan canciones con el apoyo de sus voces, mezclando influencias de rock, doo wop, jazz, bossa nova, canción popular mexicana, jazz e improvisación libre, así como sonidos guturales.

## Historia
El grupo se formó en 2001. En 2003 dieron un demo al músico neoyorquino John Zorn, quien las grabó y produjo en su sello Tzadik Records. Se han presentado desde entonces en su país en foros y festivales como el Cervantino, así como en Estados Unidos e Italia. 

## Miembros

### Formación actual
- Dora Juárez Kiczkovsky - vocal
- Leika Mochán - vocal
- Sandra Cuevas - vocal

### Exintegrantes
- Mariel Henry - ? (? - ?)

## Discografía

### Álbumes de estudio
- 2003: Muna Zul
- 2006: Enviaje